# Ománi riál
Omán hivatalos pénzneme a riál, váltópénze a bajsza.

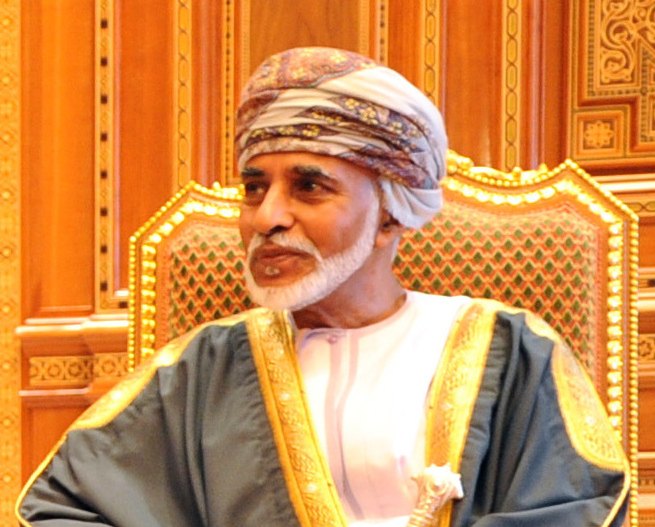
Kábúsz ománi szultán (1970-2020), a közelmúlt egyik legtekintélyesebb muszlim uralkodója. Portréja az ománi bankjegyek elmaradhatatlan eleme.

## Érmék
2015-ben a függetlenség 45. évfordulóján új érmesorozatot bocsátottak ki.

## Bankjegyek
1977 és 1987 között valamennyi bankjegyre az addigi címer helyett az uralkodó, Kábúsz bin Szaíd Ál Szaíd ománi szultán (1970-2020) portréja került fő motívumként.

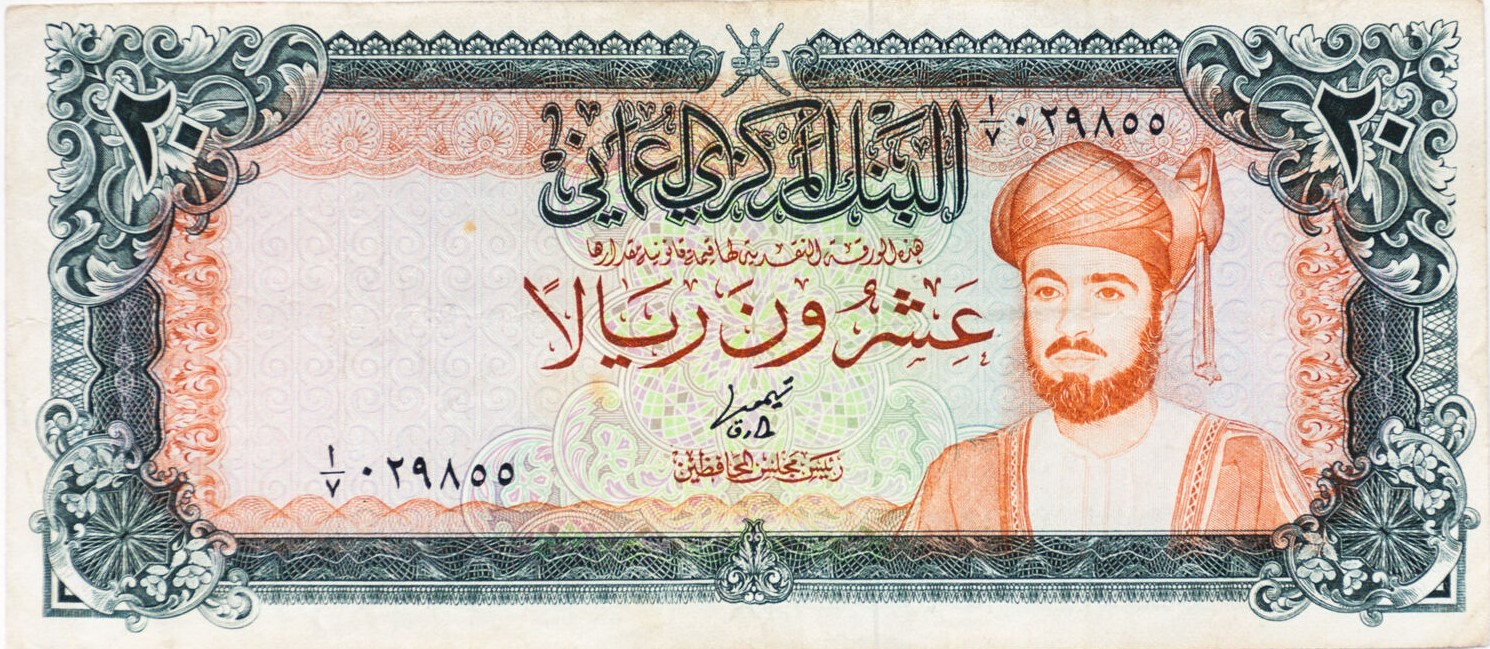
1977-es kibocsátású ománi 20 riálos címlet Kábúsz ománi szultán fiatal portréjával.

### 1995-ös sorozat
Az 1995-ös sorozat 100, 200 baiszás, 1/2, 1, 5, 10, 20 és 50 riálos bankjegyekből áll. Közülük jelenleg már csak a 100 és 200 baiszás, 1/2 és 1 riálos van forgalomban, az 5, 10, 20 és 50 riálos címleteket 2019. július 1. napjával bevonták.
| Kép      | Kép      | Névérték   |
| Előoldal | Hátoldal | Névérték   |
| -------- | -------- | ---------- |
|          |          | 100 baisza |
|          |          | 200 baisza |
|          |          | ½ riál     |
|          |          | 1 riál     |

### 2000-es sorozat
A 2000-es sorozatban 5, 10, 20 és 50 riálos bankjegyet adtak ki, melyek megegyeztek az 1995-ös típusúakkal, csak plusz biztonsági elemként hologrammal is ellátták őket. A 2000-es sorozat címletei 2020-ben is forgalomban vannak.

### 2005-ös 35. Nemzeti Nap 1 riálos emlékbankjegy
2005-ben új 1 riálos bankjegyet bocsátottak ki a 35. Nemzeti Nap alkalmából. Annak ellenére, hogy elvileg emlékbankjegyről van szó, a gyakorlatban ez a típus váltotta fel a forgalomban az 1995-ös sorozatú 1 riálos címletet. Az előoldalon Kábúsz ománi szultán, a hátoldalon a Királyi Ománi Haditengerészet (Royal Oman Navy) kiképzőhajója, a Shabab Oman vitorlás és a Dzsalali erőd látható.

### 2010-es 40. Nemzeti Nap sorozat
2010 és 2019 között szakaszosan új 5, 10, 20 és 50 riálos címletekből álló bankjegy-sorozatot bocsátottak ki, a 2010-es 40. Nemzeti Nap alkalmából. Ez csak elvileg emléksorozat, de a gyakorlatban az 1995-ös és a 2000-es szériák 5, 10, 20 és 50 riálos bankjegyeit váltotta fel teljesen a készpénz forgalomban. Az 50 riálosnak két változata, a 2012-es és a 2019-es is létezik, némileg eltérő biztonsági elemekkel. A sorozatot a német Giesecke & Devrient cég nyomtatja a Central Bank of Oman megbízásából. Biztonsági elemek: SPARK ábra, illeszkedő jel (az ománi korona formájában), hologramos, a papírba vágott ablakos, műanyag betétes varifeye thread, feliratos bújtatott fémszál, electrotype típusú vízjel.
| Névérték | Méret       | Alapszín          | Leírás                                                                                                  | Leírás                                                            | Dátumok   | Dátumok | Dátumok     |
| Névérték | Méret       | Alapszín          | Előoldal                                                                                                | Hátoldal                                                          | nyomtatás | kibocsátás | visszavonás |
| -------- | ----------- | ----------------- | --- | ----------------------------------------------------------------- | --------- | --- | ----------- |
| 5 riál   | 153 x 76 mm | vörös             | Kábúsz ománi szultán, Kábúsz Szultán Egyetem és a Central Bank of Oman épülete, Omán címere, óratorony, | Nizwa erőd                                                        | 2010      | 2012. február 12. | forgalomban |
| 10 riál  | 160 x 76 mm | barna             | Kábúsz ománi szultán, Szalala-torony, pálmafák                                                          | Muttrah városa és erődje                                          | 2010      | 2012. február 12. | forgalomban |
| 20 riál  | 167 x 76 mm | kék               | Kábúsz ománi szultán, maszkati nagymecset                                                               | Királyi Operaház, Maszkat                                         | 2010      | 2010. november 22. | forgalomban |
| 50 riál  | 174 x 76 mm | rózsaszín és lila | Kábúsz ománi szultán, Pénzügyi és Gazdasági Minisztérium épülete, Miriani erőd                          | Kereskedelmi és Ipari Minisztérium és a Miniszterelnökség épülete | 2010      | 2012. január 9. - vékony fémszál, kis méretű hologramos változat, 2019. június 2. - vastag fémszál, nagy méretű hologramos változat |             |

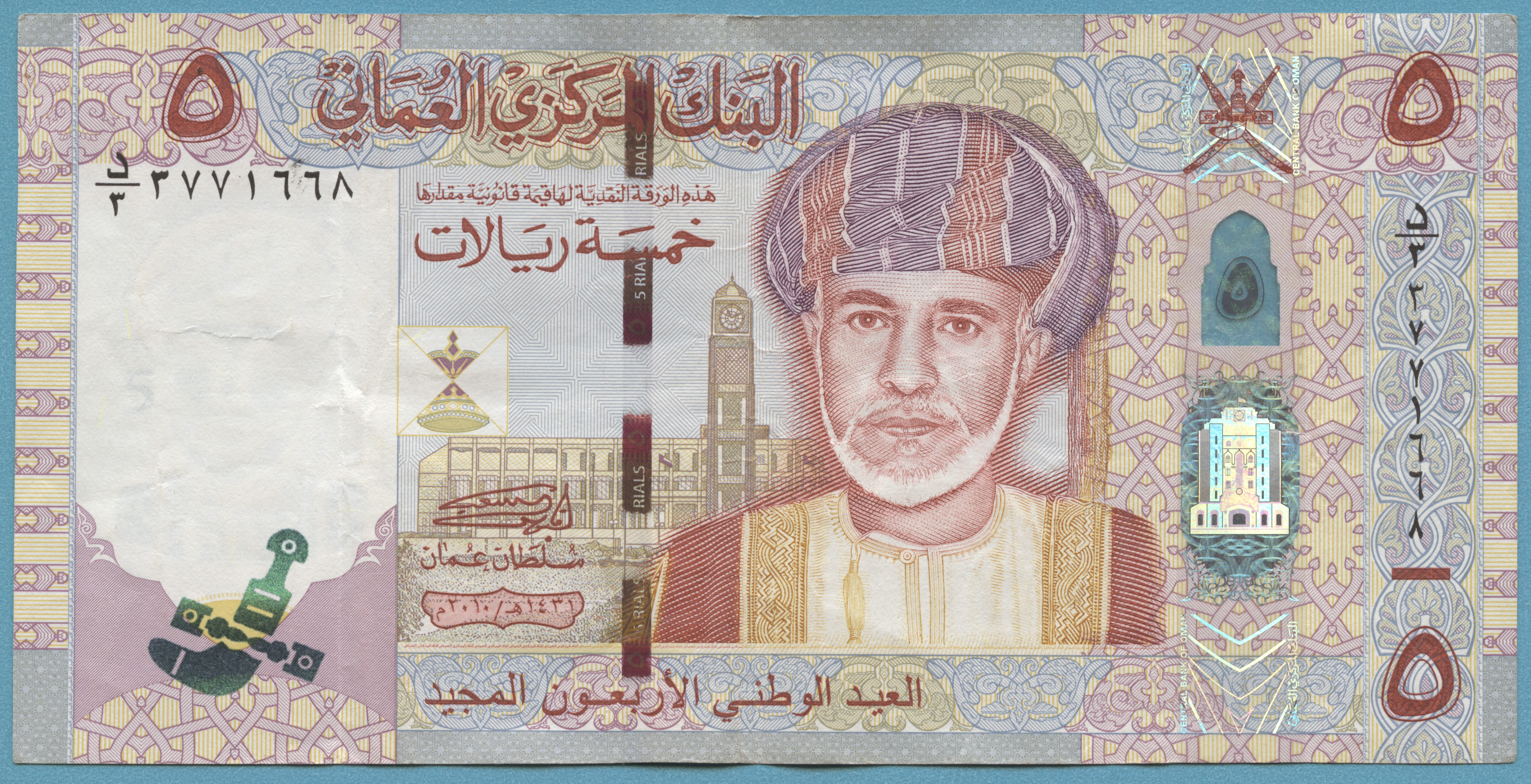
Ománi 5 riálos előoldala, 2010-es sorozat.
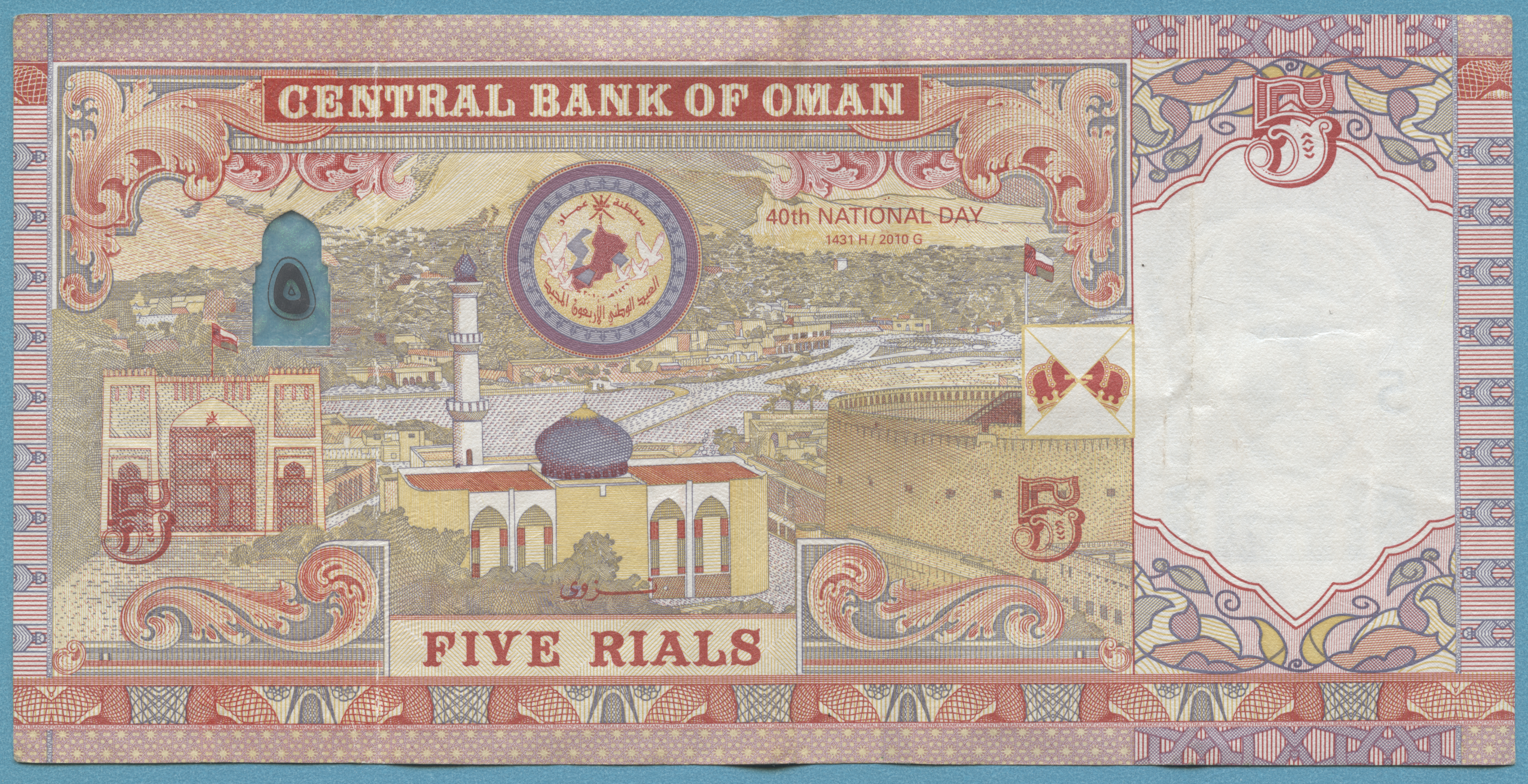
Ománi 5 riálos hátdala, 2010-es sorozat.
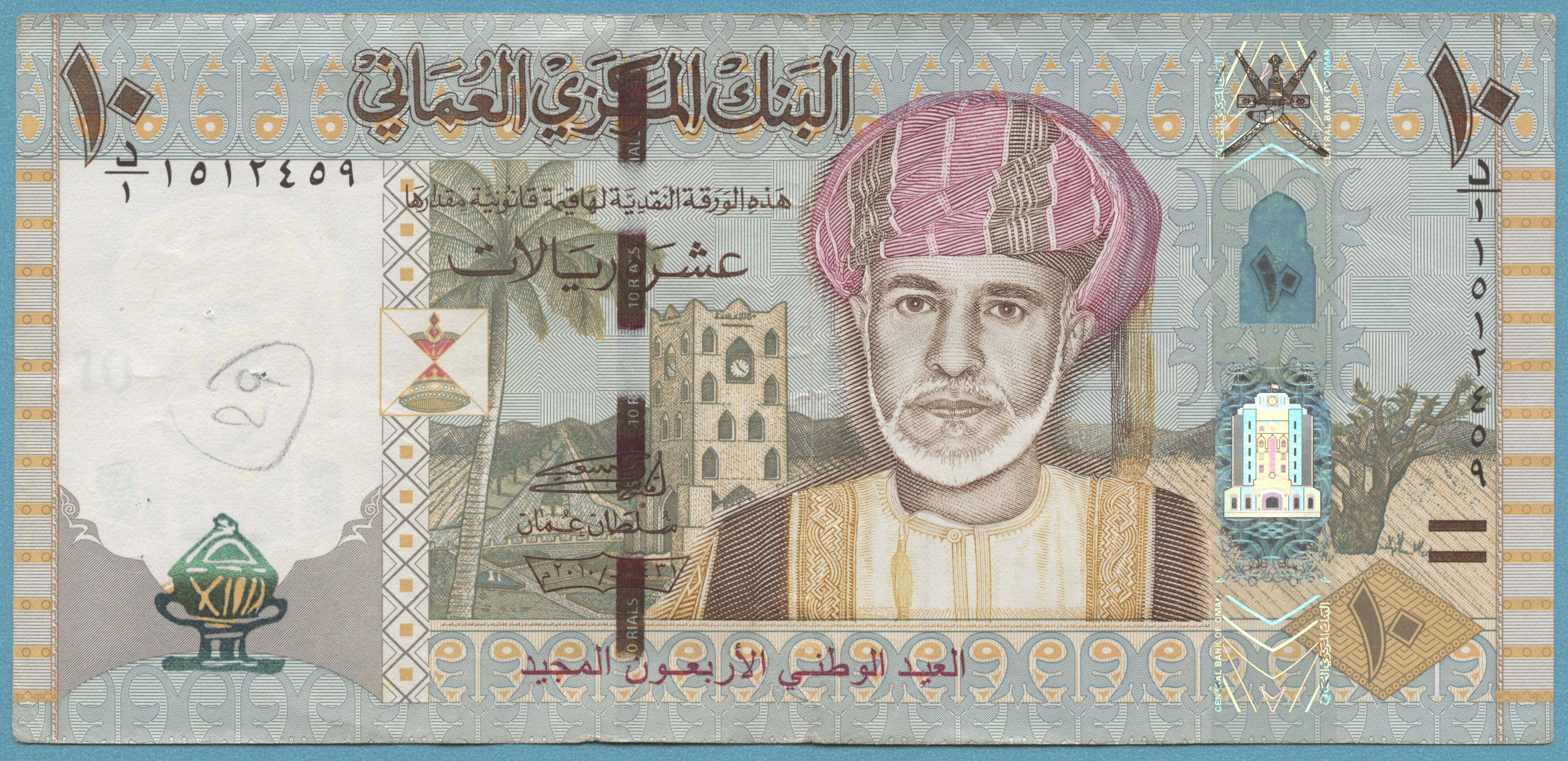
Ománi 10 riálos előoldala, 2010-es sorozat.
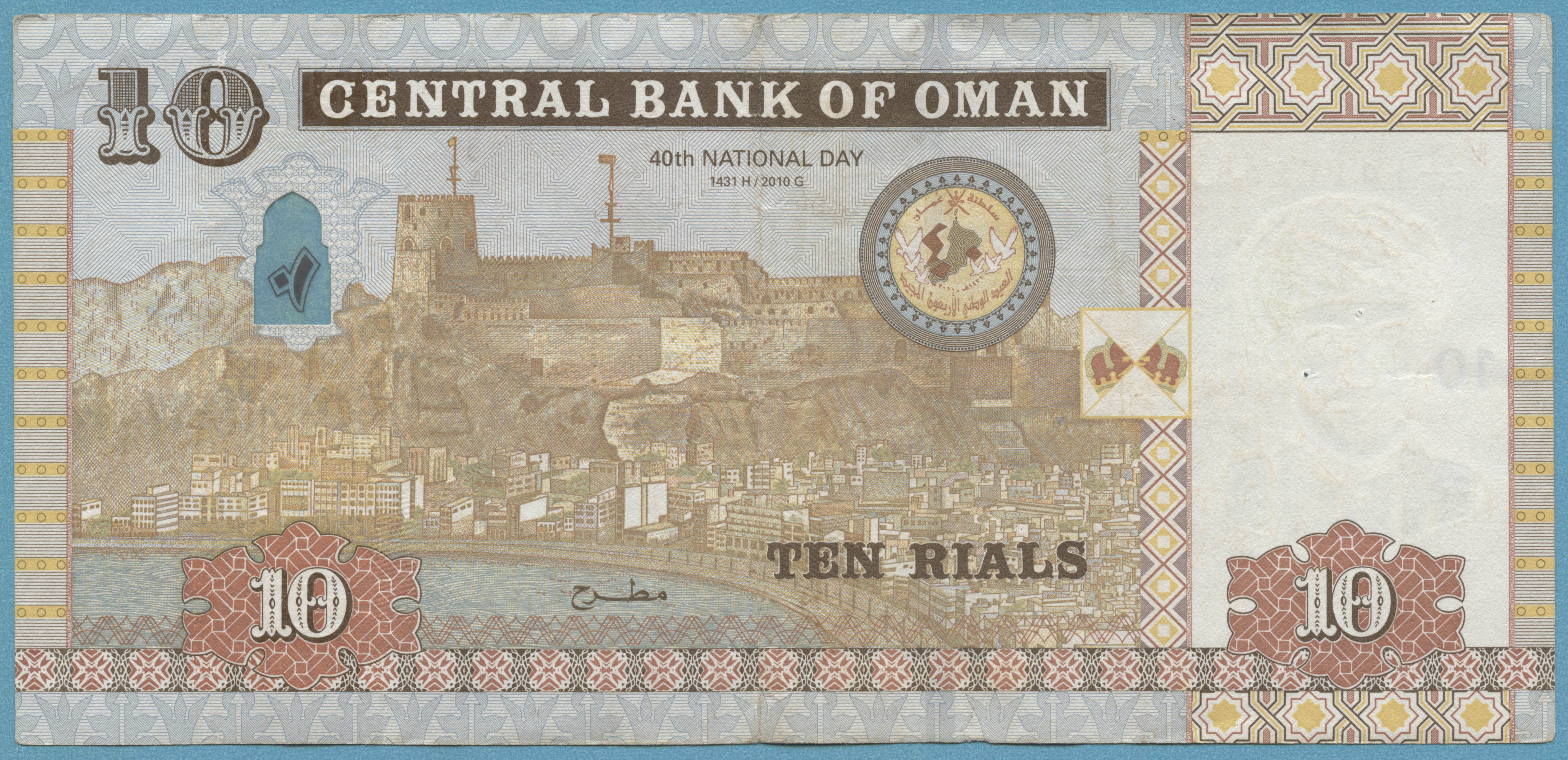
Ománi 10 riálos hátoldala, 2010-es sorozat.

### 2015-ös 45. Nemzeti Nap 1 riálos emlékbankjegy
2015-ben a 45. Nemzeti Nap alkalmából teljesen új, kisebb méretű (140 x 71 mm) 1 riálos bocsátottak ki. Az előoldalra Kábúsz szultán egy új portréja és az Al-Alam palota került, a hátoldalon fehér sivatagi pillangók (Pontia glauconome), a 45. Nemzeti Nap logója, valamint a Sultan Qaboos University épülete látható. Két változatuk létezik, az elsőn tévesen muszlim naptár szerinti 1427-es kibocsátási év (2005) szerepel a helyes, 1437 (2015) helyett, a második változaton ezt a hibát javították.

### 2020-as sorozat
| Névérték   | Méret | Alapszín  | Leírás                               | Leírás                            | Dátumok   | Dátumok          | Dátumok     |
| Névérték   | Méret | Alapszín  | Előoldal                             | Hátoldal                          | nyomtatás | kibocsátás       | visszavonás |
| ---------- | ----- | --------- | ------------------------------------ | --------------------------------- | --------- | ---------------- | ----------- |
| 100 baisza | ?     | barna     | Omán címere, Jebel Akhdar-hegység    | Kókuszfák, Falaj Al-Jeela         | 2020      | 2021. január 11. | forgalomban |
| ½ riál     | ?     | zöld      | Omán címere, Ain Khor, tömjén        | arab leopárd, hamvas sólyom       | 2020      | 2021. január 11. | forgalomban |
| 1 riál     | ?     | vörös     | Omán címere, Ománi Modernkori Múzeum | Khasab kastély, Wadi Al-Ayn sírok | 2020      | 2021. január 11. | forgalomban |
| 5 riál     | ?     | rózsaszín | Hajszam ománi szultán,               |                                   | 2020      | 2021. január 11. | forgalomban |
| 10 riál    | ?     | barna     | Hajszam ománi szultán,               |                                   | 2020      | 2021. január 11. | forgalomban |
| 20 riál    | ?     | kék       | Hajszam ománi szultán,               |                                   | 2020      | 2021. január 11. | forgalomban |
| 50 riál    | ?     | szürke    | Hajszam ománi szultán,               |                                   | 2020      | 2021. január 11. | forgalomban |